# Quadball
Quidditch moldu
 (juillet 2018).
Si vous disposez d'ouvrages ou d'articles de référence ou si vous connaissez des sites web de qualité traitant du thème abordé ici, merci de compléter l'article en donnant les références utiles à sa vérifiabilité et en les liant à la section « Notes et références ».
Cet article traite du véritable sport inspiré de l'univers de Harry Potter. Pour le sport de l'univers de Harry Potter, voir Quidditch.
Le quadball, anciennement connu sous le nom de quidditch moldu (en anglais : muggle quidditch), est un sport de balle mixte créé en 2005, initialement dérivé du sport fictif de quidditch issu de la saga Harry Potter.
Opposant deux équipes de sept joueurs sur balais, il est joué sur un terrain de 60 mètres par 33 mètres,. Trois anneaux disposés à des hauteurs différentes, faisant office de buts, sont disposés de part et d'autre du terrain. Le but d'un match est d'obtenir plus de points que l'autre équipe en marquant des buts et en attrapant le « flag » (ou vif d'or, une balle de tennis transportée par un joueur neutre sans balai) pour mettre fin au match.
Il peut être décrit comme mêlant des aspects de rugby, de handball et de balle aux prisonniers.
Le quidditch moldu devient officiellement « quadball » en 2022, notamment pour s'affranchir de la marque « Quidditch » détenue par Warner Bros et rendre la sponsorisation moins difficile.

## Histoire
Le quidditch moldu prend ses racines dans le sport fictif joué dans l'univers de Harry Potter. Ses règles sont établies en 2005, à l'Université de Middlebury du Vermont aux États-Unis, par Xander Manshel (le premier délégué du quidditch) sur la base des romans de J. K. Rowling,. En 2007, Alex Benepe crée l’Intercollegiate Quidditch Association qui organise le premier match officiel de quidditch entre Middlebury College et Vassar College. L’IQA (International Quidditch Association) est fondée juste après et rassemble progressivement plus de 200 établissements comme Vassar College, Virginia Commonwealth University, Marlboro College, Emerson College, université Cornell, université de Boston et Bucknell University. En 2006, la Coupe du Monde de Quidditch moldu, prévue pour l'année suivante, attire l’attention du Wall Street Journal.
Même si la majorité des équipes sont basées aux États-Unis où le quidditch moldu est présent dans 45 États, ce sport s'est considérablement développé partout dans le monde.
En 2014, l'IQA change de nom pour devenir l'USQuidditch, n'affectant dorénavant que les États-Unis (le Canada, qui était rattaché à l'IQA, possède à partir de ce moment sa propre organisation, Quidditch Canada). La nouvelle IQA prend la forme d'une fédération internationale du sport de quidditch (l'équivalent de la FIFA pour le football).

Implantation du quidditch dans le monde en 2014. Le bleu foncé indique une ligue bien formée, le bleu clair indique une ligue en développement et le bleu le plus clair indique l'émergence d'une ligue.

Jusqu'à la saison 2013/2014, avec la création d'une fédération internationale, une Coupe du Monde s'était tenue aux États-Unis où des équipes universitaires ainsi que des équipes communautaires venaient se disputer pour le titre de meilleure équipe du monde. Alors que le Canada envoyait chaque année des équipes, notamment de l'Ontario et du Québec, la Coupe du Monde n'a vu que peu d'équipes ne provenant pas d'Amérique du Nord : le plus souvent du Mexique, d'Australie ou de France.
En 2012 s'est déroulé le premier tournoi intercontinental au Royaume-Uni à Oxford, baptisé les  Jeux d'été (Summer Games), en parallèle avec la cérémonie du flambeau olympique pour les Jeux olympiques de Londres. Cinq équipes y ont participé. Les États-Unis, la France et l'Australie prenant respectivement la première, la deuxième et la troisième place.
On trouve désormais des équipes de quidditch dans beaucoup d'autres pays, comme en Suisse, en Autriche ou en Turquie.
En 2021, les ligues américaines annoncent un futur changement de nom du quidditch moldu, notamment pour se dissocier de J. K. Rowling et pour pouvoir s'affranchir de la marque « Quidditch » détenue par Warner Bros qui rendrait difficile l'obtention de sponsors. Le nouveau nom, « Quadball », est annoncé en juillet 2022.
Le sport est très populaire auprès de la communauté LGBT, notamment en raison de la mixité obligatoire dans les équipes et la reconnaissance des personnes transgenres ou non-binaires.

## Jeu

### Déroulement

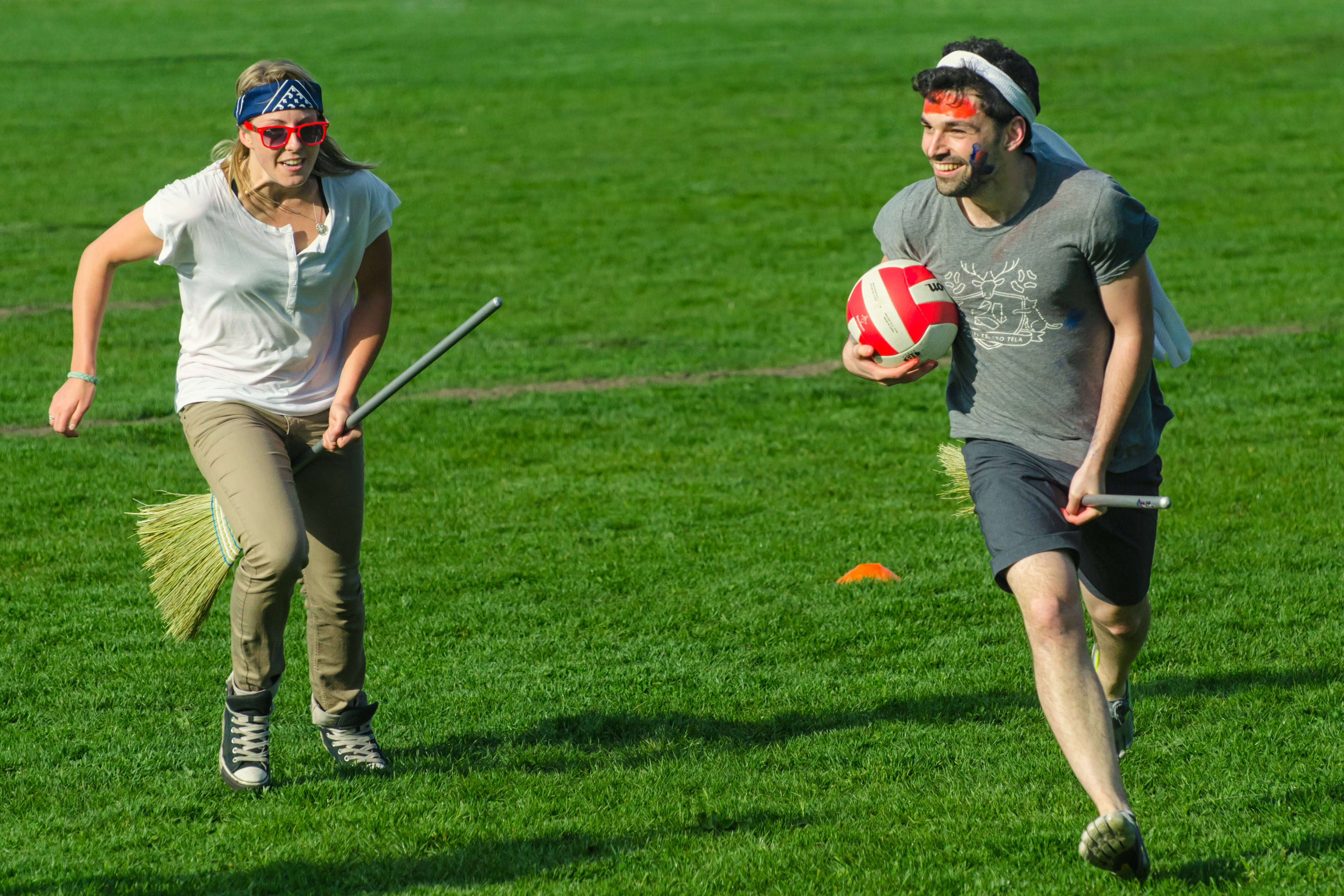
Un match de quidditch amateur entre les compagnies Mobify et Hootsuite dans le Parc Jonathan Rogers à Vancouver, C.B. le 6 mai 2014

Au début du match, le souafle et les cognards sont placés au milieu du terrain, et chaque équipe doit s'aligner dans son demi-terrain (comme dans la balle au prisonnier) où ils restent jusqu'à que l'arbitre crie « Brooms up ! » (« Levez vos balais ! »). Les joueurs attendent le signal de l'arbitre avant de sprinter en essayant de ramasser les différentes balles avant l'autre équipe.
Le flag (ou vif d'or), selon les règles de l'IQA, est relâché à la dix-neuvième minute de jeu. En effet, l'attrapage de celui-ci déclenche la fin du match. Les matchs risqueraient donc d'être trop courts s'il était présent dès le début.
Trois anneaux sont situés de chaque côté du terrain et font office de buts. Les joueurs tentent alors de marquer des points en projetant le souafle dans l'un des anneaux. Le but est accordé indifféremment du côté par lequel est rentré le souafle. Un but rapporte 10 points. Chaque joueur doit impérativement tenir son balai entre ses jambes sous peine de se voir infliger une pénalité. Le vif d'or est représenté par une balle de tennis placée dans une chaussette portée par un joueur neutre appelé « coureur vif d'or » (Snitch Runner) reconnaissable à sa tenue jaune. Au début du match, il est autorisé à courir où bon lui semble dans les limites fixées par le directeur du tournoi. Le vif d'or ne peut être attrapé que par les « attrapeurs ». Chaque équipe n'en possède qu'un seul sur le terrain.
Le match ne se termine que quand le vif d'or est attrapé (généralement entre 20 et 30 minutes). L'équipe qui l'attrape empoche 30 points (contre 150 dans le sport fictif). En cas d'égalité après la prise du vif d'or, l'arbitre engage une période de prolongation de 5 minutes où le vif d'or doit rester sur le terrain. S'il y a encore égalité, l'arbitre engage alors une deuxième période de prolongation sur le principe de mort subite, l'équipe qui fait le premier but ou attrape le vif d'or en premier remporte le match.

### Postes
Pour différencier les rôles, les sept joueurs sur balai doivent obligatoirement porter sur la tête un bandeau de couleur correspondant à leur poste. Chaque équipe est composée des joueurs suivants :

#### Poursuiveurs
Trois joueurs - bandeau blanc.
Ils peuvent se passer le souafle et marquent 10 points lorsque la balle traverse l'un des trois anneaux. Quand un batteur touche un poursuiveur, ce dernier doit retourner toucher ses anneaux, en enlevant le balai d'entre les jambes (ce qui le retire temporairement du jeu).

#### Gardien
Un joueur - bandeau vert.
Il protège les anneaux. Quand il est dans sa zone, il n'est pas affecté par les cognards, et, une fois qu'il est en possession du souafle, aucun joueur ne peut essayer de le lui prendre (à l'instar de la surface de réparation au football). Dès qu'il sort de sa zone (environ 1,5 mètre devant les anneaux), il devient automatiquement poursuiveur. Contrairement à beaucoup de sports, le gardien est également un joueur offensif quand son équipe a le souafle.

#### Batteurs
Deux joueurs - bandeau noir.
Ils sont capables de toucher un membre de l'équipe adverse avec un cognard pour le mettre hors du jeu temporairement. Ils peuvent éliminer n'importe quel membre de l'équipe adverse, y compris les batteurs.

#### Attrapeur
Un joueur - bandeau jaune.
Il doit attraper le vif d'or. L'attrapeur ne peut toucher le coureur vif d'or qu'avec un seul bras à la fois tout en essayant d'attraper la balle de tennis situé dans le dos de ce dernier. Si le coureur vient à tomber au sol, l'attrapeur doit attendre trois secondes avant d'effectuer une nouvelle tentative.
Tous les joueurs, et toutes les balles peuvent sortir du terrain, il n'y a pas de ligne de touche comme au football, mais hormis l'attrapeur, aucun joueur n'a d'intérêt à s'éloigner du terrain.

### Équipements
Les anneaux sont situés à différentes hauteurs ; le premier à 0,91 mètre (3 pieds), le second à 1,37 mètre (4,5 pieds), et le troisième à 1,83 mètre (6 pieds). Ils font entre 0.81 et 0,86 mètre de diamètre.

#### Bâtons
Le bâton de quadball (symbolisant le balai de quidditch) est un tube de plastique d'un mètre de long ayant pour objectif d'être un handicap à la course et à la tenue des balles. Sauf après avoir été touché par une dodgeball, un joueur doit obligatoirement avoir son bâton entre les jambes, en le maintenant soit avec ses mains, soit avec ses cuisses.

#### Souafle

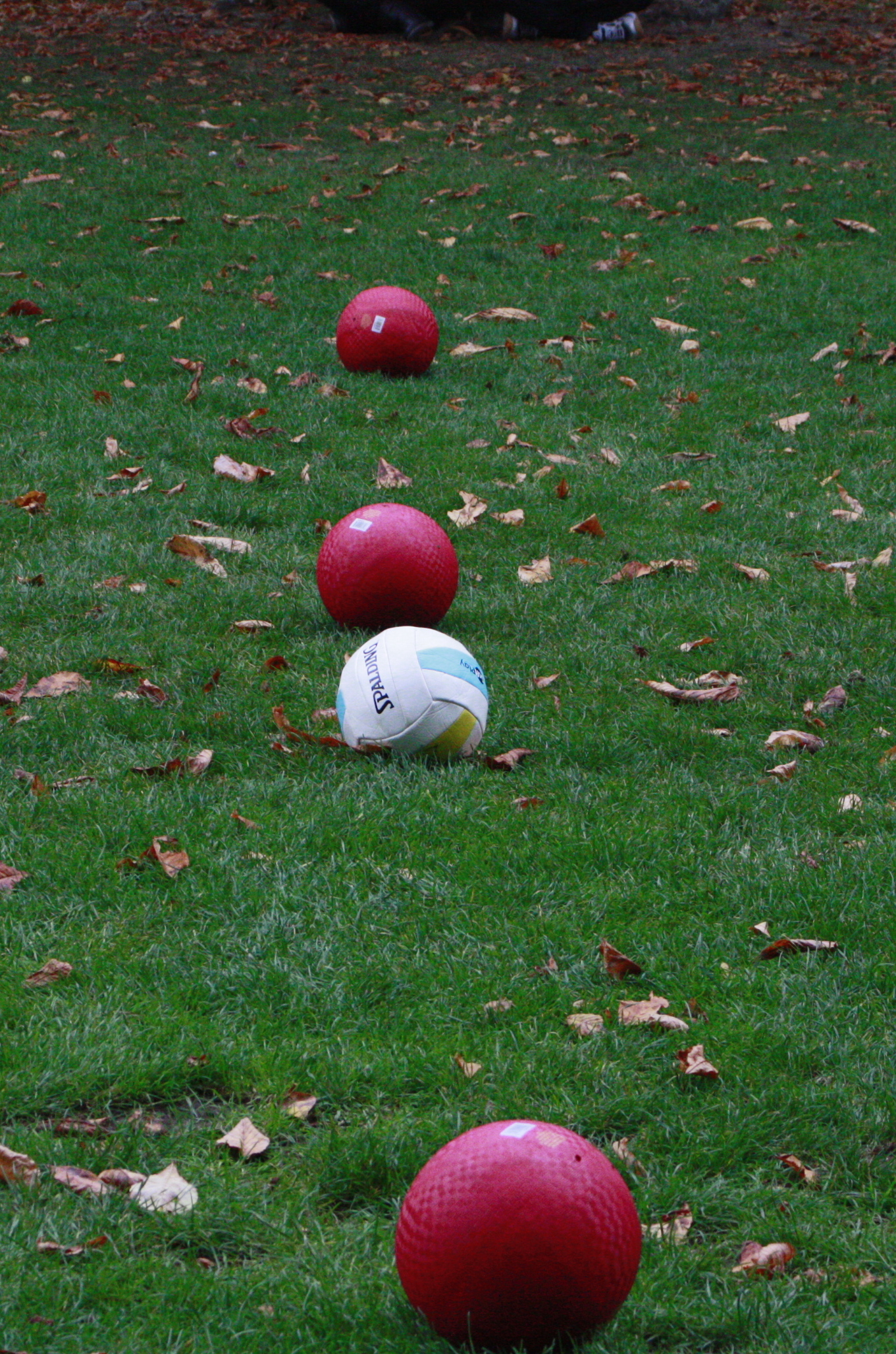
Un souafle et trois cognards au milieu du terrain avant l'appel "brooms up!"

Le souafle est un ballon de volleyball sous-gonflé, de sorte qu'il puisse être saisi à une seule main (l'autre servant en général à maintenir le balai). Il est utilisé pour marquer des buts lorsqu'il est lancé à travers l'un des anneaux. Le souafle ne peut être manipulé que par les poursuiveurs ou le gardien.

#### Dodgeballs
Les dodgeballs (ou cognards) sont des ballons de balle au prisonnier sous gonflés qui ne peuvent être utilisés que par les batteurs. Il y a toujours trois dodgeballs sur le terrain de sorte que chaque équipe puisse au moins en avoir un. Ils sont utilisés pour toucher et éliminer temporairement n'importe quel joueur adverse.

#### Flag
Le flag (ou vif d'or) est une balle de tennis glissée à l'intérieur d'une chaussette (de préférence jaune), que le porteur portera bien visible dans son dos, à moitié insérée dans son short, comme une queue. Il fera ensuite tout son possible pour protéger cette balle des attrapeurs, sachant que le coureur n'a pas de balai. Des shorts de flags créés exprès pour le quadball existent également, où la chaussette est attachée à l'arrière du short par une bande de Velcro.
Le porteur du flag (snitch runner) est autorisé à se déplacer dans toute la zone délimitée par l'organisateur du tournoi ou par un arbitre, il peut faire subir toutes les difficultés aux deux attrapeurs qui essaient de lui prendre son flag. Au fur et à mesure de l'avancée du match (toutes les 5 minutes), le porteur est soumis à différents handicaps, l'obligeant d'abord à rester près de la ligne du milieu, puis à n'utiliser qu'un bras, puis à rester autant que possible autour d'un point fixe.

### Mixité
Il n'y a pas de catégorie hommes ou femmes : la mixité de tous les sexes est la règle.

## Tournois

### Coupe du Monde
D'abord appelés les Summer Games, en 2012, juste avant les Jeux olympiques de Londres, puis Global Games en 2014, ce tournoi se nomme désormais Coupe du Monde (World Cup) depuis 2016 (pour sa troisième session).
- Jeux d'Été 2012 (Oxford, Royaume-Uni) : États-Unis vainqueur,
- Jeux Mondiaux 2014 (Burnaby, C.B., Canada) : États-Unis vainqueur,
- Coupe du Monde 2016 (Francfort-sur-le-Main, Hesse, Allemagne) : Australie vainqueur.
- Coupe du Monde 2018[19] (Florence, Italie) : États-Unis vainqueur[20],[21],[22].
- Coupe du Monde 2023 (Richmond, Virginie, États-Unis d'Amérique) : États-Unis vainqueur
- Coupe du Monde 2025 (Tubize, Belgique) : Belgique vainqueur

### Coupe d'Europe et Jeux européens
Le quidditch se développe d'abord au Royaume-Uni, puis dans le reste de l'Europe, principalement à partir de 2011 et 2012, grâce notamment à l'organisation des Global Games. Ainsi, en 2016, douze nations pratiquent ce sport. Deux compétitions annuelles sont organisées par l'International Quidditch Association : la Coupe d'Europe de quidditch et les Jeux européens de quidditch.

#### Coupe d'Europe
La Coupe d'Europe de quidditch est organisée depuis 2012 et voit s'affronter les 32 meilleures équipes européennes.
| Rang | Nation      | Or | Argent | Bronze | Total |
| ---- | ----------- | -- | ------ | ------ | ----- |
| 1    | France      | 3  | 2      | 0      | 5     |
| 2    | Royaume-Uni | 1  | 1      | 4      | 6     |
| 3    | Belgique    | 1  | 1      | 1      | 3     |
| 4    | Turquie     | 0  | 1      | 1      | 2     |
| 5    | Italie      | 0  | 0      | 1      | 1     |

#### Jeux européens
En juillet 2015, l’équipe de France a remporté le titre de championne d'Europe, lors des premiers jeux européens (European Games). Les 8 et 9 juillet 2017 a eu lieu la seconde édition des jeux européens à Oslo en Norvège, remportée par le Royaume-Uni, ancien vice-champion de la compétition. La France termine deuxième.

### Coupe de France
La 1re édition de la Coupe de France de quidditch a lieu du 6 au 7 décembre 2014 dans le stade des Bertisettes à Viroflay dans les Yvelines. Elle est remportée par les Frog de Paris devant les Titans de Paris et les Crookshanks de Lyon,,,,,. En 2015, l'équipe des Titans de Paris remporte le trophée et le conserve l'année suivante, réalisant un premier doublée dans l'histoire de la coupe de France
La Fédération du Quidditch français (FQF) recensait en 2016 près de 40 équipes.
| # | Édition | Vainqueur       | Nombre d'équipes | Score      | Lieu de la finale                            |
| - | ------- | --------------- | ---------------- | ---------- | -------------------------------------------- |
| 1 | 2014    | Frog de Paris   | 10               | 70*-50     | Stade des Bertisettes, Viroflay              |
| 2 | 2015    | Titans de Paris |                  | 180 - 50   | Stade Pierre Cahuzac, Toulouse               |
| 3 | 2016    | Titans de Paris | 14               | 200* - 100 | Hippodrome du petit port, Nantes             |
| 4 | 2017    | Titans de Paris | 17               | 120* - 50  | Parc des sports de Beaublanc, Limoges        |
| 5 | 2019    | Titans de Paris | 12               | 220* - 80  | La Plaine des sports de Monadey, Talence     |
| 6 | 2020    | Titans de Paris | 13               | 140* - 50  | Complexe sportif de la Haye du Doyen, Golbey |
|   | 2023    |                 |                  |            | Plaine des jeux de Gerland, Lyon             |
|   | 2024    | Titans de Paris | 10               | 110* - 60  | Complexe sportif de Grammont, Montpellier    |

En avril 2015 et avril 2016, l'équipe des Titans Paris Quidditch a également remporté la Coupe d'Europe des clubs (European Quidditch Cup, EQC)